# بول‌نس
بول‌نس (به هلندی: Bolnes) یک منطقهٔ مسکونی در هلند است که در ریدرکرک واقع شده‌است. بول‌نس ۲ کیلومتر مربع مساحت و ۷٬۳۰۰ نفر جمعیت دارد.